# Epactionotus gracilis
Epactionotus gracilis är en fiskart som beskrevs av Roberto Esser dos Reis och Schaefer, 1998. Epactionotus gracilis ingår i släktet Epactionotus och familjen Loricariidae. IUCN kategoriserar arten globalt som livskraftig. Inga underarter finns listade i Catalogue of Life.